# Буайе, Паскаль
Паска́ль Робе́р Буайе́ (фр. Pascal Robert Boyer; род. 1957 год, Франция) — французский эволюционный психолог, социальный и культурный антрополог, один из видных представителей когнитивного религиоведения. Научный сотрудник Национального центра научных исследований (Centre National de la Recherche Scientifique) во Франции и профессор университета Вашингтона в Сент-Луисе. Этнографические исследования проводил в Камеруне.

## Биография
В 1983 году получил степень PhD по этологии в Университете Западный Париж — Нантер-ля-Дефанс. Занимался исследовательской работой в Королевском колледже Кембриджа, Национальном центре научных исследований в Лионе; с 2000 года занимает должность профессора социокультурной антропологии и психологии в Университете Вашингтона в Сент-Луисе.

## Научная деятельность
Паскаль Буайе занимается изучением процессов познания, развития познания, эволюционной и межкультурной психологией, в особенности, интерес вызывают его труды по религиоведению.
В 1994 году вышла монография The Naturalness of Religious Ideas: A Cognitive Theory of Religion, а в 2002 — Religion Explained: The Evolutionary Origins of Religious Thought, в которых Буайе описывает возникновение религиозных представлений как нарушение в незначительных деталях обычных представлений об окружающем мире, либо как нарушение одного из представлений внутри онтологической группы, либо их перестановка из одной категории в другую . По мнению Буайе, нереалистичные, абсурдные идеи закрепляются в человеческом сознании прочнее, чем без нарушений, являясь «мнемоническим преимуществом» абсурдных идей.
Исследуя, каким образом связаны интуитивные представления человека о мире и те черты, которыми он наделяет всевозможных сверхъестественных существ, Буайе исходит из утверждения, что само отличие сверхъестественных персонажей заключается в некоторых их свойствах, которые противоречат интуитивным знаниям (например, нестареющие, неумирающие боги или невидимые бестелесные духи), тогда как остальные вполне могут соответствовать им (например, те же боги могут быть завистливыми, алчными, жестокими или добродушными, то есть обладать антропоморфными чертами). Буайе считает, что если бы у существ не было черт, соответствующих человеческим представлениям о мире, людям было бы сложно принять такие концепции.

## Критика
В 2019 году религиовед, культуролог, философ религии и психолог религии А. П. Забияко отметил: «Важно, что и религиоведение, руководствуясь лишь своими прежними теориями религии, не может сразу дать адекватный ответ на те проблемы, которые ставит когнитивистика. Динамика когнитивных исследований требует от науки о религии вовлечения в новый эмпирический материал, разработки новых теоретических подходов к пониманию религии. Это не всегда получается. Так, для меня разочарованием оказалась книга Паскаля Буайе, известного представителя когнитивной антропологии, религиоведа, „И человек сотворил богов“4. Помимо многих поверхностных и слабо аргументированных суждений, она построена на идее, согласно которой, религия, религиозные понятия — это представления о сверхмогущественных, сверхъестественных существах, богах и духах. Довольно тривиально для французского антрополога, если вспомнить, что за столетие до этого Э. Дюркгейм отвергал мысль, что представления о богах и „сверхъестественном“ являются основой религиозного сознания. Безусловно, когнитивистика предложила очень перспективные гипотезы для дальнейшего изучения религии. Но пока эмпирически достоверных результатов очень мало, а предлагаемые теоретические подходы либо не отличаются выраженной новизной, либо тяготеют к тенденциозным идеям о религии как „вирусе мозга“, эволюционно полезном побочном ментальном продукте и т. д.».

## Труды
- Tradition as Truth and Communication. Cambridge: Cambridge University Press. 1992. ISBN 978-0-521-37417-0.
- The Naturalness of Religious Ideas: A Cognitive Theory of Religion. Berkeley: University of California Press. 1994. ISBN 978-0-520-07559-7.
- Religion Explained: The Evolutionary Origins of Religious Thought (2002) Basic Books. ISBN 0-465-00696-5.
- Pascal Boyer. Minds Make Societies. How Cognition Explains the World Humans Create. — Yale University Press, 2018. — 376 с. — ISBN 9780300223453.[9]

### Переводы на русский
- Объясняя религию. Природа религиозного мышления — М.: Альпина нон-фикшн, 2016. — 496 с. — ISBN 978-5-91671-632-0.
- Анатомия человеческих сообществ — М.: Альпина нон-фикшн, 2019 (2018). — 436 с. — ISBN 978-5-00139-189-0.